# Kanus Iunius Niger (Statthalter)

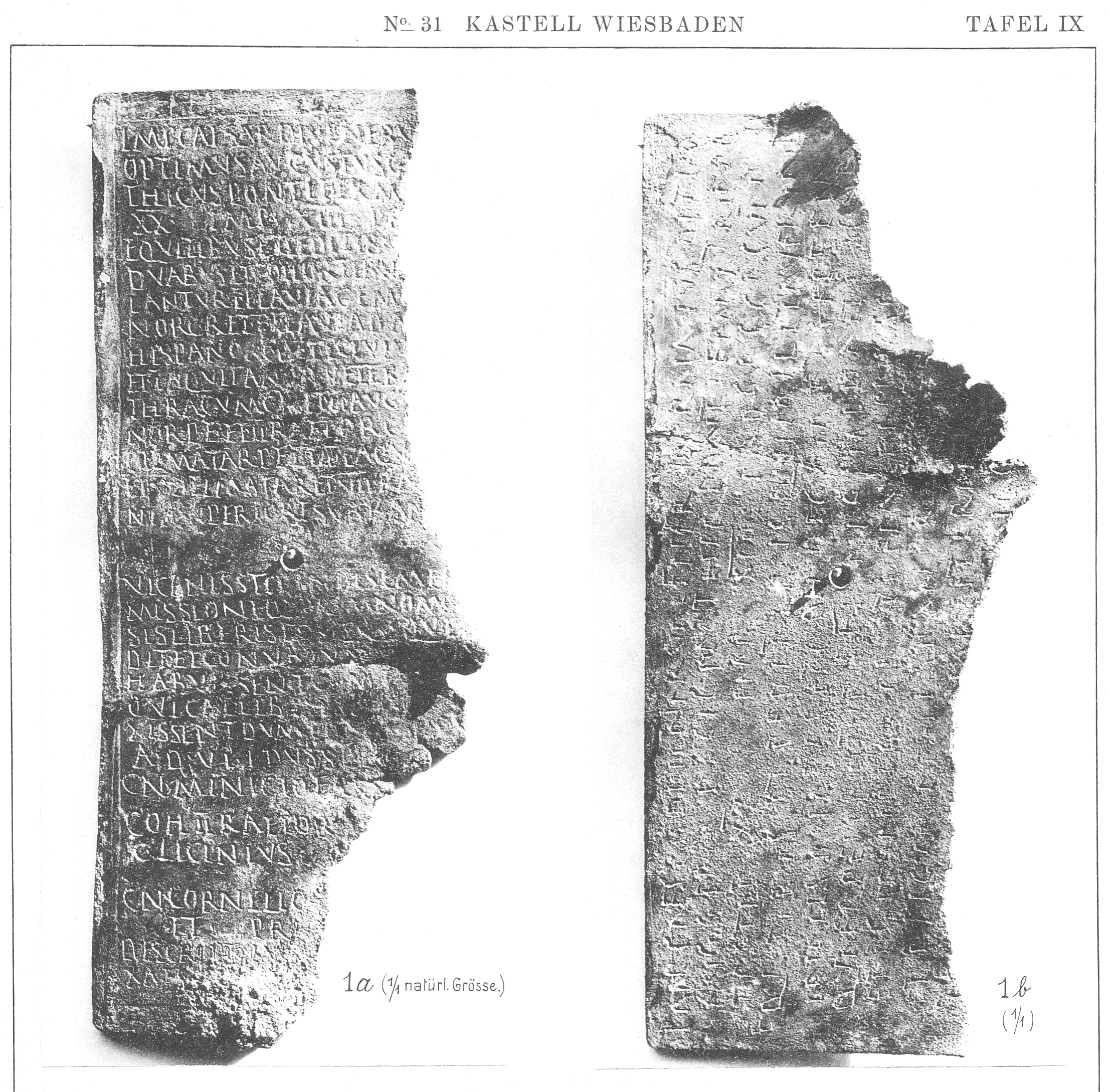
Das Militärdiplom von 117

Kanus Iunius Niger war ein im 2. Jahrhundert n. Chr. lebender römischer Politiker.
Aufgrund von zwei unvollständig erhaltenen Militärdiplomen, die auf den 8. September 117 und auf März/Mai 118 datiert sind, wird angenommen, dass Niger Statthalter in der Provinz Germania superior war; er übte das Amt vermutlich von 116/117 bis 117/118 aus.
Niger hatte vor seiner Statthalterschaft, vermutlich schon vor dem Jahr 107, einen Suffektkonsulat erreicht. Er war wahrscheinlich der Vater von Kanus Iunius Niger, einem ordentlichen Konsul des Jahres 138.